# Чиванов, Михаил Фёдорович
Михаил Фёдорович Чиванов — советский хозяйственный, государственный и политический деятель. Член КПСС.

## Биография
Родился в 1926 году в деревне Ольхи.
Окончил Уральский лесотехнический институт (1953).
В 1942—1943 гг. — токарь на Каменск-Уральском литейном заводе. В 1943—1945 гг. — в РККА, участник Великой Отечественной войны.
В 1953—1980 гг. — в комсомольских и советских органах и в учреждениях народного образования г. Каменска-Уральского: заместитель директора, директор профессионально-технического училища, заместитель председателя (1963—1967), председатель Каменск-Уральского горисполкома (1967—1980). Затем работал в аппарате уполномоченного Госплана СССР по Уральскому экономическому району.
Депутат Свердловского областного Совета народных депутатов XI-XVI созывов.
Награждён орденами Отечественной войны II степени, Октябрьской революции, Трудового Красного Знамени; медалями. Почётный гражданин города Каменска-Уральского (30 мая 2001).
Скончался 5 марта 2012 года, похоронен на Лесном кладбище Екатеринбурга.